# Premio TV - Premio regia televisiva 2010
La cinquantesima edizione del Premio Regia Televisiva, condotta da Carlo Conti e Daniele Piombi, si svolse al teatro Ariston di Sanremo il 18 marzo 2010 e fu trasmessa in diretta su Rai Uno. La serata fu seguita da 6.352.000 telespettatori con uno share del 26,46%. L'orchestra è stata diretta dal Mº Antonio Palazzo.

## Premi

### Top Ten
- Ballando con le stelle (Rai Uno)
- Grazie a tutti (Rai Uno)
- Festival di Sanremo 2010 (Rai Uno)
- Chi ha incastrato Peter Pan? (Canale 5)
- I migliori anni (Rai Uno)
- Mezzogiorno in famiglia (Rai Due)
- Striscia la notizia (Canale 5)
- Ti lascio una canzone (Rai Uno)
- L'eredità (Rai Uno)
- Zelig (Canale 5)

#### Nomination
- Brignano con la O (Canale 5)
- Che tempo che fa (Rai Tre)
- Ulisse - Il piacere della scoperta (Rai Tre)
- La vita in diretta (Rai Uno)
- Chi vuol essere milionario? (Canale 5)
- Il fatto del giorno (Rai Due)
- Le iene (Italia 1)
- Chiambretti Night (Italia 1)
- Report (Rai Tre)
- L'arena (Rai Uno)

### Miglior programma in assoluto
- Ballando con le stelle (Rai Uno)

### Miglior personaggio femminile
- Antonella Clerici

### Miglior personaggio maschile
- Carlo Conti

### Miglior fiction
- Lo scandalo della Banca Romana (Rai Uno)

### Oscar di diamante
- Daniele Piombi